# Alexander Tal

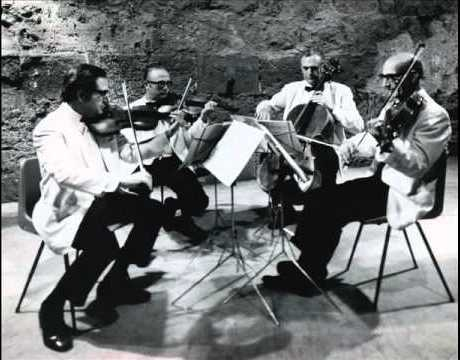
Noul Cvartet Israelian

Alexander Tal (născut Deutel, 21 octombrie 1932 Timișoara - 18 ianuarie 2005) a fost un violonist israelian și neerlandez, originar din România, concermaistrul Ansamblului de cameră israelian, unul din fondatorii „Noului cvartet israelian”, care a activat în Israel in anii 1960-1970.  

## Biografie
Alexander Tal s-a născut în 1932 ca Alexandru Deutel la Timișoara într-o familie de evrei: părinții lui se numeau Ferdinand și Rosa Deutel. În copilărie a devenit orfan de tată. A învățat să cânte la vioară de la vârsta de 8 ani, fiind elevul violonistei Viorica Ibolya Weinberg. Mai târziu a studiat la Conservatorul din București.
În anul 1951, la 19 ani, a emigrat în Israel împreună cu mama sa, și și-a ebraizat numele de familie în Tal („rouă”, în ebraică). 
Stabilit la Tel Aviv, în decembrie 1954 Tal a fost primit, cu recomandarea lui Lóránd Fenyves, la probele de primire ale Filarmonicii Israeliene.  A interpretat în fața examinatorilor chaconne din partita a 2-a pentru vioară solo de Bach și partea I a concertului de Brahms, și a fost admis ca membru al filarmonicii.
La începutul anilor 1960 Tal a cântat și ca solist cu Filarmonica Israeliană condusă de István Kertész, de asemenea cu Orchestra Radiodifuziunii israeliene din ierusalim sub bagheta lui George Singer, precum și cu alți dirijori renumiți
în Israel și peste hotare. 
În 1957 Alexander Tal a fost rugat să-l înlocuiască pe Loránd Fenyves în cvartetul din care făcea parte, împreună cu Alice Fenyves (violă), Talma Yellin (violoncel), la un concert organizat la Muzeul de artă din Tel Aviv. Era și ultima apariție a Talmei Yellin într- un concert. În acele împrejurări Moshe Kanyuk, care conducea muzeul, a inițiat întemeierea unui nou cvartet - Noul Cvartet Israelian - în locul celui vechi al lui Fenyves, care își încheia cariera. Fondatorii acestei noi formații de muzică de cameră au fost, în afara lui Tal, violoncelistul Yaakov Mense, violistul Daniel Binyamini (înlocuit după doi ani de către Zeev Steinberg) și violonistul Mordehay Yuval (înlocuit mai târziu de Rafael Marcus). La premiera cvartetului s-a interpretat cvartetul cu disonanță de Mozart, cvintetul cu clarinet (cu Yona Ettinger) și cvartetul de Maurice Ravel. „Noul Cvartet Israelian”, care, alături de „Cvartetul Tel Aviv” era la vremea respectivă singurul ansmablu de cameră israelian, s-a bucurat de succes și a primit excelente aprecieri, inclusiv de la compozitorul și exigentul critic muzical Menahem Evidom. În continuare a apărut Noul Cvartet Israelian vreme de 15 ani în numeroase concerte, înregistrări și turnee.
La sfârșitul anilor 1960 Alexander Tal a fost cel dintâi prim-violonist (concertmaistru) al Orchestrei Israeliene de Cameră înființată și dirijată de Gary Bertini.
În anul 1974 Tal a plecat în Țările de Jos cu a doua lui soție și a trăit acolo tot restul vieții. A fost angajat ca prim violonist al Filarmonicii din Amsterdam, care a devenit mai târziu Filarmonica Neerlandeză, a mai fost vreme de un an concertmaistru al Orchestrei Baletului Neerlandez și viceconcertmaistru al Orchestrei Radiodifuziunii Neerlandeze din Hilversum.
El a fost vreme de zece ani prim violonist al „Cvartetului Haydn” din Eindhoven, cu care a efectuat numeroase turnee de concerte și înregistrări. După pensionare a fost activ ca prim violonist, între altele, în Orchestra Simfonică Philips și în Orchestra Promenadei din Amsterdam.
Alexander Tal a fost căsătorit mai întâi cu Ahuva, născută Kaplan, iar fiica lor este pianista israeliană Mihal Tal (născută în 1962). În 1964 soții au divorțat. În 1972 Tal s-a însurat din nou cu violonista Lidia Jaeger, membră și ea a Ansamblului israelian de cameră, cu care a avut o fiică Maya (născută în 1974)
Alexander Tal a murit în Țările de Jos în 2005, în urma unui cancer.

## In memoriam
- 2014 În memoria sa se numește Trio Alexander, triou israelian de cameră compus din fiica sa, pianista Mihal Tal, violonistul Nitai Tzori și violoncelista Ella Tuvi.